# ラフェイロ・ド・アレンティジョ
ラフェイロ・ド・アレンティジョ（ポルトガル語: Rafeiro do Alentejo）は、ポルトガル南部アレンテージョ地方原産の護畜犬種の1種である。別名はアレンティジョ・マスティフ（英: Alentejo Mastiff）、アレンティジョ・ハーダー（英: Alentejo Herder）など。

## 歴史
発祥はよくわかっていないが、ローマ人がイベリア半島にやってきた際に一緒に連れてきた犬が起源という説や、それ以前から現地の遊牧民に飼育されていたという説などがある。どちらにせよ古くから存在している犬種で、スパニッシュ・マスティフやエストレラ・マウンテン・ドッグなどの血を引いている。
主に牛や羊を狼や家畜泥棒などから守る護畜犬として使われていた。家畜に害を与えると見なしたものに対しては、排除の鉄槌を下す。この防衛本能の高さは後に本種自身を絶滅の危機から守ることにつながり、放牧が縮小され、天敵がほぼいなくなって仕事が減った現在も警備犬として使われ、需要が減ることは無かった。
国際畜犬連盟にも公認され、国際的にも知られるようになった。しかし、改善されたとはいえ獰猛な一面も残っており、初心者が手懐づけることができないため、あまり国外ではショードング・ペットとしては人気が無い。しかし、人気の高い作業犬種で、羊をコヨーテに襲わせない護畜犬としてアメリカに輸入される。獰猛な性質といっても必ずしも性質を和らげる必要が無いことを示す犬種の一つとされている。

## 特徴
マスティフ系の犬種だが、比較すると頭部は長めで形が異なり、マズルは先細りである。長めの脚が利点で、他のマスティフ系犬種よりも比較的早く走る。筋肉質のがっしりとした体つきをしていて、力が強い。耳は垂れ、尾はふさふさしていて巻かない。被毛は短く厚く、寒さに強い。毛色は地色がブリンドルまたはグリーン・ブリンドル、フォーンなどの単色に、マズル、のど、胸部、腹部、足先、尾の先などに白色のマーキング（ブレーズ）が入ったものなどが見られる。体高は雄66〜74cmで雌64〜70cm、体重は雄45〜55kgで雌40〜50kg。

## 性格
飼い主には忠実だが、自信に溢れ勇敢で独立心があり、頑固で防衛本能と警戒心が高く、見知らぬ人や犬などには攻撃的になる。このようにペットとしては扱いにくい気性を備えているのは、本種が昔から今まで純粋に作業犬として繁殖されてきたためであり、護畜犬や警備犬として、とても優れた能力を発揮できる。
なお、飼い主の腕次第で本種を家庭犬としてしつけることも可能である。訓練は一貫して厳しく接しながら愛情をこめて根気強く行う。しつけがうまく進むと力を制御でき、友好的な面を引き出すこともできる。また、飼い主1人ではなくその家族にも愛情をはっきりと示すことができるようになる。とはいえ、力の強さと気性面の扱いにくさなどにより、初心者には安易に飼育できない犬種である。頑固であり、しつけは飼い主しか受け付けない点は、訓練をドッグトレーナーに完全に任せてしまうと飼い主との本来の主従関係が成り立たず、逆効果となる場合がある。仕事により、状況判断力は非常に高い。
ショー用・ペット用に繁殖された系統のものは比較的攻撃性が抑えられ、体つきはやや引き締まっている。
運動量は多めで、かかりやすい病気は大型犬にありがちな股関節形成不全や関節疾患などである。

### 関連資料
発行年順
- 藤原尚太郎 編著『日本と世界の愛犬図鑑 : あなたと犬との素敵な暮らしのために』2013最新版（辰巳出版〈タツミムック〉、2013年9月）ISBN 978-4-7778-1190-8。世界の犬348犬種を収録。